# إتش تي سي ديزاير 600
هاتف HTC Desire 600 بنظام أندرويد هاتف ذكي مصنع من شركة اتش تي سي ، يدعم استخدام شريحة مزدوجة
.

## روابط خارجية
- مواصفات HTC Desire 600